# Ölbrunn (Bernhardswald)
Ölbrunn ist ein Gemeindeteil der Gemeinde Bernhardswald im Landkreis Regensburg (Oberpfalz, Bayern).

## Geografische Lage
Die Einöde Ölbrunn liegt in der Region Regensburg, etwa zwei Kilometer nordwestlich der Staatsstraße 2145 und ungefähr drei Kilometer südöstlich von Bernhardswald.

## Geschichte
Ölbrunn war 1498 im Besitz von Urban Zenger vom Lichtenwald zum Adlmannstein. Dieser gab Ölbrunn nicht an seinen Sohn Wiguläus Zenger weiter.
Urban Zenger tauschte 1524 mit seinem Vetter Michael Zenger Ölbrunn gegen Geishof.
Die Lichtenwalder und der Pfarrer von Bernhardswald teilten sich ab 1576 in den Zehnt von Ölbrunn.
Bis zum Ende des 18. Jahrhunderts gehörte Ölbrunn zur Hofmark Adlmannstein.
Zum Stichtag 23. März 1913 (Osterfest) gehörte Ölbrunn zur Pfarrei Altenthann und hatte ein Haus und 9 Einwohner.
Am 31. Dezember 1990 hatte Ölbrunn sieben katholische Einwohner und gehörte zur Pfarrei Altenthann.